# Dragotin
Dragotin falu Horvátországban, Eszék-Baranya megyében. Közigazgatásilag Trnavához tartozik.

## Fekvése
Eszéktől légvonalban 44, közúton 60 km-re, Diakovártól légvonalban 9, közúton 18 km-re délnyugatra, községközpontjától 4 km-re keletre, Szlavónia középső részén, a Dilj-hegység délkeleti lejtői alatt, a Breznica-patak völgyében fekszik.

## Története
A település egyházát már az 1332 és 1337 között készített pápai tizedjegyzék is említi. A középkori keresztény lakosság átvészelte a török megszállást is egészen 1683-ig, amikor a Bécs ellen vonuló török sereg kifosztotta és lerombolta a települést. Ennek következtében a lakosság elmenekült és a falu kihalt. 1752-ben Ćolnić diakovári püspök Észak-Boszniából, Plehan és Derventa vidékéről menekült horvát katolikusokat telepített le itt. Ekkor kerülhetett ide a temetőkápolna kegyképe is, melyet az újjáépített kápolnában helyeztek el. A 18. század végén faluban 17 ház állt 142 lakossal.
Az első katonai felmérés térképén „Dragotin” néven található. Lipszky János 1808-ban Budán kiadott repertóriumában „Dragotin” néven szerepel. Nagy Lajos 1829-ben kiadott művében „Dragotin” néven 29 házzal, 178 katolikus vallású lakossal találjuk. A 19. század második felében jelentős magyar, német és szlovák lakosság telepedett le ide.
A településnek 1857-ben 125, 1910-ben 326 lakosa volt. Verőce vármegye Diakovári járásának része volt. Az 1910-es népszámlálás adatai szerint lakosságának 71%-a horvát, 21%-a magyar, 4-4%-a német és szlovák anyanyelvű volt. Az első világháború után 1918-ban az új szerb-horvát-szlovén állam, majd később (1929-ben) Jugoszlávia része lett. A második világháború idején a magyar és német lakosság elmenekült a partizánok elől. 1991-től a független Horvátországhoz tartozik. 1991-ben lakossága horvát nemzetiségű volt. 2011-ben a településnek 254 lakosa volt.

## Lakossága
| Lakosság változása | Lakosság változása | Lakosság változása | Lakosság változása | Lakosság változása | Lakosság változása | Lakosság változása | Lakosság változása | Lakosság változása | Lakosság változása | Lakosság változása | Lakosság változása | Lakosság változása | Lakosság változása | Lakosság változása | Lakosság változása |
| ------------------ | ------------------ | ------------------ | ------------------ | ------------------ | ------------------ | ------------------ | ------------------ | ------------------ | ------------------ | ------------------ | ------------------ | ------------------ | ------------------ | ------------------ | ------------------ |
| 1857               | 1869               | 1880               | 1890               | 1900               | 1910               | 1921               | 1931               | 1948               | 1953               | 1961               | 1971               | 1981               | 1991               | 2001               | 2011               |
| 125                | 149                | 161                | 190                | 262                | 326                | 304                | 337                | 358                | 362                | 373                | 340                | 343                | 290                | 274                | 254                |

## Nevezetességei
A Nagyboldogasszony tiszteletére szentelt temetőkápolnája egyhajós, gótikus épület, szűkebb és alacsonyabb, sokszögzáródású szentéllyel, melyhez később sekrestyét építettek. Már az 1332 és 1337 között kelt pápai tizedjegyzék említi, amikor még Szent Jánosnak volt szentelve. A 18. században Bakić püspök idejében a romos épületet újjáépítették, majd többször javították. 1899-ben neogótikus stílusban építették át. A gazdagon díszített homlokzat fölé sokszögű harangtornyot építettek, a homlokzatot pedig félköríves ablaknyílásokkal tagolták. A kápolna belső tere dongaboltozattal fedett, míg az apszist hatszögű, sugár irányú bordázattal látták el. 
Kegyképéhez két legenda fűződik. Az első legenda szerint Dragotin és a szomszédos Novi Perkovci falu lakossága templomot akartak építeni a két falu határán fekvő völgyben. A napközben odahordott tégla és építőanyag azonban éjszaka eltűnt és azon a dombon jelent meg ahol a templom ma is áll. Ez az esemény háromszor történt meg. Ekkor a helyiek rájöttek, hogy a Szűzanya a templomot nem a kívánt helyre, hanem a falu fölött emelkedő tisztáson akarja felépíteni. A helyiek szerint még ma is sok téglát lehet találni a két falu között, amely időről időre újjáéleszti a legendát. Fennáll annak a lehetősége, hogy a téglák a török előtti időkből egy korábbi település maradványait jelzik.
A másik legenda magához a kegyképhez kapcsolódik. Eszerint miután Dragotin megszűnt önálló plébánia lenni, a Fájdalmas Szűzanya képét Trnavába vitték, de valamilyen csoda folytán visszatért a helyére a dragotini templomba. Ma is ott található a templomban és sok hívőt vonz. A környékbeli falvakban különösen tisztelik és a Mária-ünnepeken elzarándokolnak hozzá.

## Oktatás
A településen a trnavai J. Strossmayer általános iskola alsó tagozatos területi iskolája működik.